# Glossoloma ichthyoderma
Glossoloma ichthyoderma là một loài thực vật có hoa trong họ Tai voi. Loài này được (Hanst.) J.L.Clark mô tả khoa học đầu tiên năm 2005.